# سام سالتر
سام سالتر (بالإنجليزية: Sam Salter)‏ هو مغني أمريكي، ولد في 16 فبراير 1978.

## وصلات خارجية
- سام سالتر على موقع IMDb (الإنجليزية)
- سام سالتر على موقع ميوزك برينز (الإنجليزية)
- سام سالتر على موقع أول ميوزيك (الإنجليزية)
- سام سالتر على موقع ديسكوغز (الإنجليزية)